# Empyreuma sanguinea
Empyreuma sanguinea är en fjärilsart som beskrevs av Rothschild 1912. Empyreuma sanguinea ingår i släktet Empyreuma och familjen björnspinnare. Inga underarter finns listade i Catalogue of Life.